# أكاديمية لونينبورج
أكاديمية لونينبورج (بالإنجليزية: Lunenburg Academy)، هي عبارة عن مبنى لمدرسة تاريخية تقع في لونينبورج، سكوتيا شيدت في عام 1895 لتحل محل مبنى دمرته النيران. عملت الأكاديمية كمدرسة من عام 1895 حتى عام 2012، عندما استولت بلدة لونينبورغ على ملكيتها. تم تعيينها كموقع تاريخي وطني في كندا في عام 1983 بفضل معالمها المعمارية المميزة للإمبراطورية الثانية وتوضيحها لنظام سكوتيا التعليمي في القرن التاسع عشر. اعتبارًا من عام 2019 أصبح يضم المبنى مكتبة ومدرسة موسيقى، ومازالت عمليات الترميم فيها مستمرة.